# Sylvie e Bruno
Sylvie e Bruno (titolo orig. Sylvie and Bruno), pubblicato nel 1889, e Sylvie and Bruno Concluded, apparso nel 1893, formano il terzo romanzo dello scrittore inglese Lewis Carroll, l'ultimo uscito con l'autore vivente. Entrambi i volumi furono illustrati da Harry Furniss. L'opera ha due trame principali: la prima è ambientata nell'era Vittoriana, coeva all'epoca in cui fu scritta; la seconda, situata in un mondo di fantasia. Questo secondo intreccio è una favola con molti nonsense e poesie, simile ai libri di Alice, mentre la storia descritta nella Gran Bretagna vittoriana è un romanzo sociale, dove i personaggi discutono di vari concetti e aspetti della religione, della società, della filosofia e della morale.
A causa della complessità di linguaggio e della struttura narrativa, l'opera fu un fallimento per Carroll. Soltanto nella seconda metà del Novecento fu rivalutata dalla critica letteraria.

## Trama
Nel romanzo sono narrate due storie, la prima fantastica e la seconda realistica, che si intrecciano attorno ai due bambini protagonisti. Ciascuna parte del romanzo comprende venticinque capitoli ed è preceduta da una prefazione dell'autore.
Nella storia fantastica il padre di Sylvie e Bruno, Governatore dell'Ultra-Paese, cede temporaneamente il potere al fratello, che però ne approfitta per proclamarsi Imperatore. Il Governatore intanto diviene Re degli Elfi all'insaputa di tutti, tranne che di Sylvie e Bruno, i quali iniziano le loro avventure nel mondo in cui vive il Narratore (presente di persona anche alle vicende dei due bambini nel mondo fantastico). La storia realistica si svolge in Inghilterra e tratta principalmente dell'amore di un amico del Narratore per una gentildonna e del matrimonio che ne segue.

## Edizioni italiane
- Sylvie e Bruno, traduzione di Franco Cordelli, Milano, Garzanti, 1978; Collana Gli Elefanti, Milano, Garzanti, 1996, ISBN 88-11-667-49-6.
- Sylvie e Bruno, trad., Prefazione e cura di Chiara Lagani, Collana Letture, Torino, Einaudi, 2021, ISBN 978-88-062-4481-1.